# SWAT 4
SWAT 4 — компьютерная игра, тактический шутер от первого лица, разработанный компанией Irrational Games и изданный 5 апреля 2005 года компанией Sierra Entertainment (Vivendi Universal Games). Игра создана на игровом движке Vengeance Engine, который является переработкой Unreal Engine 2.5. В SWAT 4 игрок командует тактическим подразделением SWAT для решения различных ситуаций, таких как освобождение заложников или захват опасных преступников. 28 февраля 2006 года к игре было выпущено дополнение «SWAT 4: Синдикат Стечкина».

## Разработка
Разработка игры началась в начале 2004 года, когда Irrational Games, занимавшаяся проектом SWAT: Urban Justice, перезапустила проект под новым названием SWAT 4 из одноименной серии игр. 19 марта 2005 года игра была отправлена «на золото». 5 апреля 2005 года игра была выпущена на территории США, 8 апреля на территории Евросоюза.
20 июня 2005 года вышел единственный патч игры, который добавлял несколько видов оружия и исправлял множество ошибок.
16 ноября 2005 года на официальном сайте игры был опубликован пакет из 8 быстрых миссий.

## Игровой процесс
| Системные требования    | Системные требования | Системные требования                                                                                   |
| ----------------------- | --- | --- |
|                         | Минимальные | Рекомендуемые                                                                                          |
| Microsoft Windows       | | |
| ОС                      | Windows 98SE, Windows 2000 с Service Pack 3, или Windows XP с Service Pack 1                                                     | Windows XP с установленным Service Pack 2                                                              |
| ЦПУ                     | Intel Pentium III 1.0 GHz / Intel Celeron 1.2 GHz / AMD Athlon 1.2 GHz                                                           | 2.4 GHz Pentium 4, Athlon XP 2500+                                                                     |
| Объём ОЗУ               | 256 MB | 512 MB                                                                                                 |
| Место на диске          | 2 GB | 2 GB                                                                                                   |
| Информационный носитель | 2 CD | 2 CD                                                                                                   |
| Видеокарта              | NVIDIA GeForce2 (MX 200/400 не поддерживается) с 32 MB или ATI Radeon 8500 с 64 MB с Microsoft DirectX 9 установленным драйвером | GeForce 4 Ti (not MX) с 128 MB, ATI Radeon 9500 с 128 MB с Microsoft DirectX 9 установленным драйвером |
| Сеть                    | 32-bit соединение с интернет провайдером с 56k модемом или Локальная сеть                                                        | 32-bit соединение с интернет провайдером с 56k модемом или Локальная сеть                              |
| Устройства ввода        | клавиатура, Мышь | клавиатура, Мышь                                                                                       |

### Однопользовательская игра
Одиночная игра состоит из обучения, карьеры и редактора миссий.

#### Карьера
Режим карьеры представляет собой ряд из тринадцати последовательных миссий. Перед каждой миссией игрок проходит инструктаж:
- получает задания;
- осматривает схему места событий и выбирает точку входа для штурма;
- знакомится со списком известных подозреваемых и заложников;
- изучает хронологию событий;
- выбирает снаряжение группы захвата.

#### Группа захвата
В группу захвата входит пять бойцов с засевшими снайперами в определённых точках. К шлему каждого бойца подразделения прикреплена видеокамера, с помощью которой можно наблюдать за действиями подчинённого и отдавать через неё приказы. Их следует отдавать аккуратно, так как команда идёт «напролом» к указанной цели и может проложить маршрут движения через ещё не зачищенные комнаты. Снайперы стреляют только под управлением игрока, ими также можно ранить любого члена команды и даже убить самого себя.
Подчинённый боец никогда не использует боевое оружие неоправданно, но иногда бывает так — если подчинённый боец стреляет в преступника и между бойцом и преступником есть заложник или боец, то боец может «случайно» ранить или убить бойца или заложника. При этом преступник может остаться жив или даже убежать. Таким образом напарник может провалить задание, случайно убив цель. Также, когда офицер стреляет в преступника, или преступник стреляет в офицера, во время стрельбы заложник с перепуга может начать бегать по помещению и пересечь линию огня, то есть заложник сам может лезть под пули. Пули FMJ пробивают тело насквозь, поэтому пуля может пройти навылет через подозреваемого и попасть в заложника или подчинённого бойца. Если ранить подчинённого в голову или несколько раз задеть другую часть тела, то подразделение расценит это как предательство и начнёт стрелять в игрока.
Оружие и снаряжение, которое может использовать боец спецназа в рамках одной миссии, ограничено реализмом игры. Кроме того, все огнестрельные орудия имеют реалистичную отдачу, кучность стрельбы и другие характеристики в зависимости от самого оружия, состояния стрелка (есть ли ранения и в какие части тела), и положения стрельбы. На каждое задание командир спецназа может выбрать снаряжение и раздать его команде: основное оружие, личное оружие, 5 спецсредств, средство для взлома дверей.

#### Ход миссии
Каждая миссия выполняется подразделением, состоящем из пяти бойцов (командир, управляемый пользователем, и четверо подчинённых). Кодовый цвет подразделения — золотой, его также можно разделить на две группы по два бойца: красную и синюю. Командир может отдавать приказы как отдельной группе, так и всему подразделению сразу. К каждому заданию будет предложено выбрать снаряжение для каждого бойца подразделения (во время миссии заменить оружие нельзя, а оружие преступников считается уликой: вы обязаны подобрать его в любом случае).
Для выполнения миссии требуется выполнить все задания и набрать определённое количество очков, которое зависит от выбранного уровня сложности. Он может быть изменён перед прохождением каждой миссии. После прохождения миссии сохраняется набранное количество очков для каждого выбранного уровня сложности. При неоднократном прохождении одной миссии на одном уровне сложности сохраняется максимальный результат. За безупречное прохождение миссии игроку начисляются 100 очков и виртуальное звание старшего инспектора.
Сложность различается лишь в конечных очках: низкий: 0 очков; средний: 50 очков; сложный: 75 очков; предельный: 95 очков. При прохождении миссии на предельном уровне сложности следует учитывать, что при ранении заложника или игрока снимают 5 очков (есть места, где командир может упасть и получить повреждения ног, которое засчитается ранением). Если хотя бы один преступник погибнет, то снимут больше 5 очков, но за лёгкие ранения преступников очки не снимаются.
На полученные в миссии очки влияют:
- количество тяжелораненых и убитых подозреваемых.
- процент рапортов и подобранных улик оружия от общего требуемого количества.
- факты неоправданного применения смертельного оружия, из-за которого подозреваемые стали тяжелоранеными или убитыми.
- факт тяжёлого ранения напарников (если их подстрелил подозреваемый).
- факт лёгкого или тяжёлого ранения напарников, если их подстрелил игрок.
- факт любого ранения группы захвата.
- факт ранений и убийств заложников в ходе миссии.
- не сделанные доклады о потерях напарников, арестах, ранениях и смертей всех остальных.

Штрафы за неоправданное применение смертельного оружия даются только в случае смерти или тяжёлого ранения (потери сознания) подозреваемого. Шоковая граната может ранить заложника. Если шоковая или светошумовая гранаты взорвутся около взрывчатки (красные коробки с бензином, зелёные баллоны, петарды), то последние сдетонируют.
Смерть игрока означает незамедлительный провал миссии, дальнейшее управление подчинёнными бойцами после смерти невозможно. Сами они не могут умереть: подстреленные считаются только тяжело ранеными. «Потеря» бойца не влечёт к провалу миссии. Смерть любого заложника также приводит к провалу операций.
Перед каждой загрузкой миссии все заложники и подозреваемые, включая бомбы, располагаются в локации случайным образом (включая и их количество), что увеличивает реализм и сложность игры.

#### Заложники и подозреваемые
Наиболее желательным является арест подозреваемых. Следует учесть, что в подозреваемого недопустимо стрелять из смертельного оружия, если тот не целился в кого-либо, иначе это будет расценено как неоправданное применение смертельного оружия.
Заложников также требуется заковать в наручники, так как они могут оказаться сообщниками. Чтобы арестовать человека, следует убедить его сдаться криками, часто с применением силы. Уровень внушаемости у каждого разный: некоторым достаточно одних криков, а некоторые даже после использования нелетальных средств не сдаются. Зачастую приходится сочетать несколько различных средств нелетального действия для подавления воли.
Сдавшийся подозреваемый или заложник становится на колени, поднимает руки вверх и бросает оружие на землю, если оно имеется (в поздних миссиях подозреваемый может иметь при себе одновременно 2 единицы огнестрельного оружия, при этом второе может быть спрятано за одеждой). В таком положении игрок может заковать его в наручники или приказать сделать это подчинённому бойцу. Ставший на колени человек уже никогда на протяжении миссии не встанет, а брошенное оружие должно быть подобрано отрядом спецназа.
Противник нередко пытается совершить побег. Иногда он предварительно делает вид, будто собирается сдаться и приподнимает руки. При побеге подозреваемый никогда не покидает пределы локации, а только прячется в одной из комнат и поджидает. Убегающий подозреваемый ставит пользователя в затруднительное положение, так как стрелять в человека, который не направлял в чью-либо сторону оружие, недопустимо. А попытка угнаться за ним в другие комнаты часто заканчивается трагично: игрока может застрелить другой подозреваемый. Кроме того, убежавший подозреваемый вполне может осесть в комнате, которая уже была зачищена группой захвата.
Подозреваемый может свободно передвигаться по территории или выжидать противника. Наиболее опасными являются те выжидающие, которые до этого бежали от группы захвата, и те, которые находятся в небольших комнатах (туалеты, кладовки и другие помещения). Последние могут начать стрельбу, как только дверь начнёт открываться.
Когда подозреваемый стреляет в офицера, он не «проверяет» есть ли кто-нибудь перед ним. Таким образом в перестрелке может погибнуть и подозреваемый и заложник. За смерть снимут выше 5 очков и неважно кто это будет.

#### Редактор заданий
Во встроенном редакторе заданий игрок может создать новые миссии для однопользовательского режима на основе уже существующих локаций. Несколько созданных миссий можно группировать в серию.
Для каждой создаваемой миссии игрок может выбрать набор целей, которые должен достигнуть игрок для успешного прохождения миссии (избежать потерь среди гражданских лиц, не допустить гибели преступников и так далее). Далее создатель миссии может зафиксировать «пакет» оружия и снаряжения для бойцов так, чтобы желающий пройти миссию игрок не мог изменить его (несколько наборов уже доступно изначально). Доступна также опция «Герой-одиночка», которая оставляет игрока без группы захвата.
Затем предлагается редактировать состав преступников и заложников: изменять список типажей, задавать диапазон их количества (максимальный предел зависит от размера локации) и морального духа (влияет на сопротивление к аресту). Из выбранных диапазонов после запуска миссии будет выбираться случайным образом определённое число. Моральный дух будет даваться каждому человеку индивидуально из заданного диапазона. Преступникам дополнительно можно выбрать доступное для них оружие и уровень выручки. Под конец можно сделать описание к миссии. В редакторе есть несколько тегов форматирования текста, схожих с BBCode.

### Многопользовательская игра
Многопользовательский режим имеет ряд отличий тактической составляющей и набора снаряжения (а также их работы). Он делится на: кооператив, сопровождение VIP (охрана), забаррикадированные подозреваемые (штурм), быстрое развёртывание (чрезвычайная ситуация). Во всех режимах игры кроме совместной игроки делятся на две команды: спецназ SWAT и преступники. Отряд спецназа получает синюю форму с ярким синим индикатором на спине. Преступники получают костюм цвета хаки с красным индикатором на спине.

#### Штурм
В режиме «Штурм» у обеих команд одинаковая задача: набрать в сумме как можно больше очков до истечения времени раунда. Очко, набранное игроком, попадает как в личный зачёт, так и в командный. Если игрок покинет игру, то набранные им очки у команды не отнимутся. За убийство соперника даётся одно очко, за арест — 5 очков. Арест противника возможен только, когда тот находится под действием нелетального оружия. В игре возможны и командные убийства, если эта возможность не отключена в настройках сервера. Убийство товарища по команде наказывается штрафом в 3 очка. Командный арест невозможен.

#### Охрана
В «Охране» заимствована система начисления очков от режима «Штурм». Однако это скорее декоративный элемент, поскольку задачей команд являются:
- преступникам: арестовать VIP, удерживать его в заложниках в течение двух минут, а затем убить
- спецназу: проводить VIP к определённому месту (точка «Выхода»)

VIP — очень значительная персона в белом костюме, находящаяся под управлением одного из игроков команды спецназа по случайному выбору сервера. VIP меняется с началом каждого раунда и его снаряжение выдаётся сервером.
Обе команды не должны допустить гибели VIP (кроме команды преступников после двухминутного удержания его в заложниках), так как это приведёт к победе противника в текущем раунде. Самоубийство или отключение от сервера VIP приводит к ничье в раунде. Заработанные игроками очки никаким образом не могут дать победу команде. Если время раунда истечёт до того, как определится победитель, то будет объявлена ничья.

#### Чрезвычайная ситуация
Здесь сохраняется система начисления очков первых двух режимов, но они не влияют на определение команды-победителя в игре. Задачи спецназу другие: обезвредить все бомбы; а преступникам: не допустить обезвреживания всех бомб
Обезвреживание бомбы производится с помощью спецсредств. Если время раунда истекает и хоть одна бомба остаётся в рабочем состоянии, то она взрывается и преступники побеждают. Если спецназ успевает обезвредить все бомбы до окончания времени, то раунд заканчивается и объявляется победа спецназу.

#### Совместная игра
Этот режим представляет собой многопользовательскую адаптацию прохождения миссий из одиночной игры. В отличие от соревновательных режимов игры, здесь нет разделения игроков на команды и отсутствуют возрождения. Несмотря на это, в кооперативном режиме используется набор снаряжения и его особенностей, присущий остальным режимам многопользовательской игры.
- Если игрок умирает, ему приходится ждать, пока остальные игроки не погибнут или не выполнят миссию.
- Игроки могут намеренно портить игру команде, в том числе и пристрелить своего.

#### Сервер
Возможности администратора сервера во время игры ограничиваются возможностями кика (отстранения игрока от сервера) и бана (отстранение с запретом на дальнейший вход на сервер). Однако существуют неофициальные модификации, которые значительно расширяют эти возможности.

## Сюжет
Сюжет игры представлен исключительно описаниями к миссиям кроме обучения, где раскрывается в процессе прохождения. К каждой миссии даётся инструктаж от командования (голосовой и текстовый), описание объекта событий с картой и возможными точками входа, список известных подозреваемых и заложников. Иногда имеется запись телефонного звонка в службу спасения, которую можно прослушать. Выбор точки входа определяется игроком. Раненые и убитые гражданские независимы от исхода миссии. Само действие происходит в 2008 году, в дополнении «Синдикат Стечкина» действие происходит в 2006 году.

## Рецензии и награды
| Сводный рейтинг       | Сводный рейтинг                |
| Агрегатор             | Оценка                         |
| --------------------- | ------------------------------ |
| GameRankings          | 85,17 %                        |
| Metacritic            | 85/100                         |
| Иноязычные издания    |                                |
| Издание               | Оценка                         |
| 1UP.com               | A+ (80 %)                      |
| ActionTrip            | 8,7/10                         |
| CVG                   | 8,6/10                         |
| Edge                  | 70 %                           |
| Eurogamer             | 8/10                           |
| G4                    | 4/5                            |
| Game Informer         | 83 %                           |
| GamePro               | 4/5                            |
| GameSpot              | 8,5/10                         |
| GameSpy               | [ 24 ]                         |
| GamesRadar+           | 9/10                           |
| IGN                   | 9/10                           |
| PC Gamer (UK)         | 79 %                           |
| Play (UK)             | 80 %                           |
| Русскоязычные издания |                                |
| Издание               | Оценка                         |
| Absolute Games        | 88 %                           |
| PlayGround.ru         | 8,5/10                         |
| «Игромания»           | 9/10                           |
| Награды               |                                |
| Издание               | Награда                        |
| Absolute Games        | «Наш выбор»                    |
| «Игромания»           | 13 место в «Лучших играх 2005» |

### Рецензии в зарубежной прессе
Боб Колэйко из GameSpot в заключение своего обзора пишет: «Как реалистичный симулятор спецназа, SWAT 4 является хитом, несмотря на слабую графику. Если вам понравился SWAT 3 — вам надо купить SWAT 4». Сол Аккардо из GameSpy в своём вердикте приводит хорошие и плохие стороны игры. Так, в качестве плюсов он отмечает оригинальный командный геймплей, элегантный интерфейс, случайность мест появления противников, множество режимов многопользовательской игры включая кооперативное прохождение. В качестве минусов Сол пишет, что в игре плохая, устаревшая графика и что в ней нет возможности играть в кооперативный режим с ботами. Игровой обозреватель из GamePro в своём обзоре пишет: «Хоть [игра] и не вызовет восхищенья у многих, SWAT 4 является неглубоким, но всё же тактическим шутером с большим количеством предшественников». Дэн Адамс из IGN в заключении своего обзора отмечает: «Если вы искали новый тактический шутер, в котором и хорошая одиночная игра, и превосходный многопользовательский геймплей, то SWAT 4 как раз он и есть».

### Обзоры в русскоязычной прессе
Михаил Хромов из Absolute Games в своём пишет: «Проведя за игрой уйму времени, я признаю, что незначительные придирки не помешают SWAT 4 стать лучшим тактическим шутером 2005 года». Андрей Александров из «Игромании» пишет: «SWAT 4 из тех игр, которые хочется переигрывать снова и снова».